# Mulliken, Michigan
Mulliken är en ort (village) i Eaton County i Michigan. Vid 2010 års folkräkning hade Mulliken 553 invånare.